# Hlavní ideál (teorie okruhů)
Hlavní ideál v teorii okruhů je takový ideál I v okruhu R, který lze generovat jediným prvkem a z okruhu R.
Tedy:
- levý hlavní ideál okruhu R je podmnožina okruhu R daná předpisem Ra := {ra : r in R};
- pravý hlavní ideál okruhu R je podmnožina okruhu R daná předpisem aR := {ar : r in R};
- a oboustranný hlavní ideál je podmnožina okruhu R daná předpisem RaR := {r1as1 + ... + rnasn : r1,s1,...,rn,sn in R}.

Pokud je R komutativní okruh, pak tyto pojmy splývají. V takovém případě je běžné ideál generovaný prvkem a zapisovat pomocí závorek (a).
Příklad hlavního ideálu je například jakýkoliv ideál okruhu celých čísel — jedná se totiž o takzvaný obor hlavních ideálů, tedy obor integrity, ve kterém je každý ideál hlavní.
Příklad ideálu, který není hlavní, lze nalézt například v komutativním okruhu mnohočlenů C[x,y], tedy v okruhu, který je tvořen mnohočleny ve dvou proměnných s koeficienty z množiny komplexních čísel. Jedním takovým ideálem je (x,y), který obsahuje všechny nenulové mnohočleny, které mají nulový absolutní člen. Pokud by tyto všechny byly generovány nějakým p, pak by musely být dělitelné p. Tedy p by muselo dělit x a y, což splňují jen konstanty. Ovšem daný ideál žádné nenulové konstanty neobsahuje.